# Jacques Sevin
Jacques Sevin (Lille, 7 de diciembre de 1882 - Boran-sur-Oise, 19 de julio de 1951) fue un sacerdote jesuita francés, considerado el fundador, junto a Antoine-Louis Cornette, Paul Coze y Edouard de Macedo del escultismo católico y de Scouts de Francia, además de la Conferencia Internacional de Escultismo Católico, junto a Mario Mazza, y de la congregación religiosa Instituto de la Santa Cruz de Jerusalén. Su causa de beatificación se abrió en Roma en la década de 1980.

## Infancia y juventud

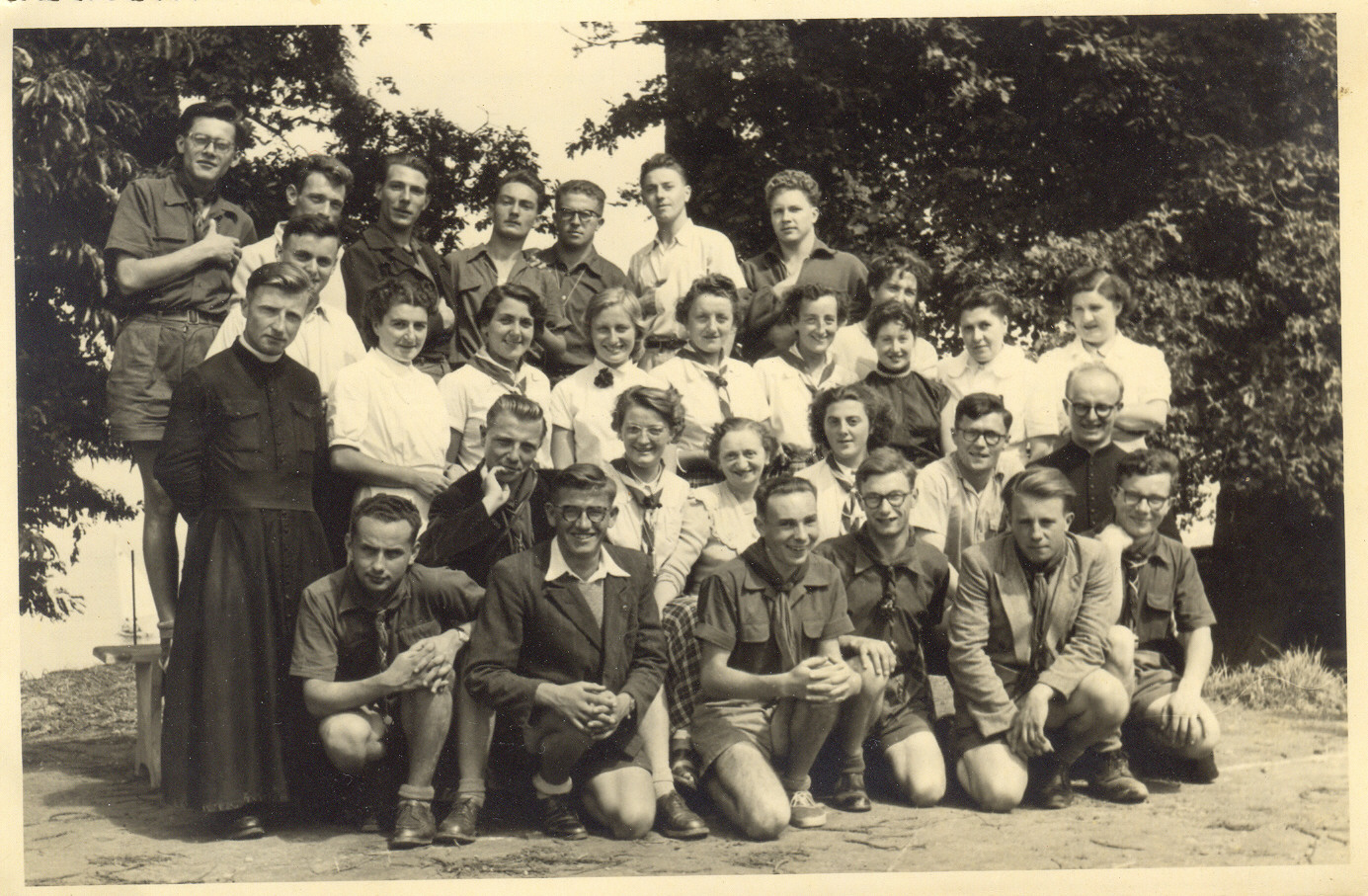
Grupo scout francés en 1955.

Jacques Sevin nació en la casa de sus abuelos maternos en Lille. Fue bautizado en la parroquia de Nuestra Señora de la Consolación. Durante su infancia vivió en Tourcoing, donde estudió en la Institución Libre del Sagrado Corazón, y en Dunkerque.
Posteriormente se mudó al Colegio de la Providencia, de Amiens. Allí conoció a su maestro, el padre de Duvocelle, que aplica métodos de enseñanza originales, como dividir a la clase en dos bandos, con los nombres de dos fragatas: la Alerta y la Joyeuse y la creación de una pseudo orden de caballería, en la que los alumnos podrían convertirse en caballero, barón, conde, marqués o duque, y por último Gran Maestre. Así nació en Sevin la pasión por la marina y la caballería, que usará más tarde en el Movimiento Scout.
Después de diplomarse en la escuela secundaria en 1900, decidió incorporarse a la Universidad Católica de Lille, para obtener la licenciatura en literatura inglesa.

## Compañía de Jesús
El 3 de septiembre de 1900 entró con el consentimiento de los padres en el noviciado de la Compañía de Jesús en San Acheul. Continuó su noviciado en Arlon, Bélgica y desde septiembre de 1901 en Luxemburgo. En 1902 tomó los votos y continuó sus estudios en una residencia de estudiantes.
Mientras tanto, en Inglaterra surge el Movimiento Scout. El campamento Scout experimental, dirigido por Robert Baden-Powell en la isla de Brownsea tuvo lugar en 1907. En 1913 en Francia, a raíz de dos artículos muy críticos con el Movimiento Scout, se le permitió a Jacques Sevin ir a Inglaterra para comprender por sí mismo el nuevo movimiento. El 20 de septiembre de 1913, en el Rally de Distrito Norte de Londres en el Alexandra Palace, conoció por primera vez a Baden-Powell y tomó la firme resolución de fundar los Scouts católicos en Francia.

## Escultismo

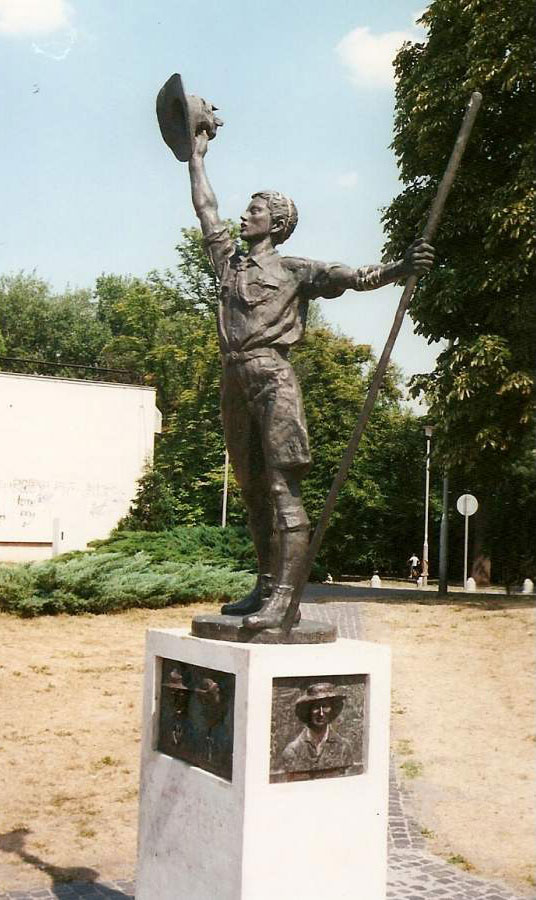
Escultura a un scout en Hungría.

En 1914 estalló la Primera Guerra Mundial, pero Sevin no fue llamado a las armas por haber sido dado de alta del servicio militar en 1902. Durante la guerra permaneció en Bélgica. En 1916 fue nombrado el primer profesor en el Colegio de Tuquet en Mouscron, un pueblo cerca de la frontera con Francia.
Ocho días después de su llegada en Mouscron, los alemanes cercaron la universidad para transformarla en un hospital militar. El padre Sevin Padre tenía que encontrar un nuevo trabajo y decidió dedicarse por completo al Movimiento Scout.
Entre 1917 y 1919, escribió su libro más importante, Le scoutisme, étude documentaire et applications y, sobre todo, fundó el primer grupo de Scouts Católicos en Mouscron (1918). Muy tranquilo y con gran paciencia, defnedió que la enseñanza del Movimiento Scout, vista con recelo en algunos círculos eclesiásticos de la época, era perfectamente coherente con la visión cristiana del hombre.
Con la formación de los Scouts de Francia en julio de 1920, recogió las experiencias de Escultismo Católico que existían en Francia desde 1911 y fue el arquitecto de una alianza entre los Scouts de Baden-Powell y el Evangelio. En 1921 comenzó a publicar el boletín mensual Le Chef. Durante el Jamboree de Olympia en Londres, inicia la llamada «Oficina Internacional de los Scouts Católicos», después denominada Conferencia Internacional Católica de Escultismo. El modelo de Scouts católicos de Francia fue después asumido en otros países, como España a través de Movimiento Scout Católico.
Compuso numerosas canciones scout con melodías existentes. Entre ellos se encuentran: "La canción de la promesa", "La canción de despedida", "The Legend of Fire", "Oración de la Tarde" y "El Señor de las tiendas de campaña en fila". También adaptó y musicalizó una oración de san Ignacio de Loyola, conocida como oración scout:

«Señor Jesús

enséñanos a ser generosos

a servirte como lo mereces

a dar sin medida

a combatir sin miedo las heridas

a trabajar sin descanso

sin esperar otra recompensa

que la de hacer tu voluntad.

Amén»
Oración scout.

## Instituto de la Santa Cruz de Jerusalén

Cruz potenzada, que junto a la flor de lis fue propuesta por Sevin como símbolo del escultismo católico y de las Damas de la Santa Cruz de Jerusalén.

Jacques Sevin ocupó varios cargos en Scouts de Francia, entre ellos el de Secretario General, Comisario General y Comisario de formación de dirigentes. Sevin abandonó el escultismo en marzo de 1933 para trabajar dentro de las obras de la Compañía de Jesús y para dedicarse a la creación del instituto religioso de las Damas de la Santa Cruz de Jerusalén, inspirado en los valores del escultismo.

## Obras
1. Le Scoutisme, étude documentaire et applications, 1922, Spes, París.
2. Méditations scoutes sur l'Evangile, tome I, Spes, París,1923.
3. Méditations scoutes sur l'Evangile, tome II, Spes, París, 1932.
4. Pour devenir Scout de France, tome I, 3e édition, Spes, París, 1931.
5. Pour penser scoutement, Spes, París, 1934.
6. Chamarande, Spes, París, 1934.
7. Les chansons des Scouts de France, Spes, París, 1936.
8. Positions sacerdotales, 1933
9. Une flamme d'amour. (Recueil de poèmes et prières) Ed. Parole et Silence, 1999